# Adónde va Soledad
Adónde va Soledad fue una telenovela colombiana realizada por TeVecine para el canal RCN Televisión y estrenada el lunes 10 de julio de 2000. Fue protagonizada por Zharick León y Juan Carlos Vargas y con las participaciones antagónicas de Vanessa Simon, Claudia Hoyos y Danilo Santos.

## Sinopsis
Soledad se encuentra inmersa en un mundo de ficción porque ella así lo que quería y por otro lado para escapar de una vida simple que no le ofrecía nada, al lado de un marido egoísta, infiel y déspota.
Los días pasan, Soledad en su mundo de telenovelesco, participa en un concurso que busca a la mujer que más sabe de telenovelas. Al ser ella seleccionada por el canal, deja su pueblo y viaja a la capital para hospedarse allí durante el concurso. En los foros del canal, conoce a su ídolo, el conductor y galán de TV Eduardo Santelices. 

## Elenco
- Zharick León.... Soledad Rivas
- Juan Carlos Vargas.... Eduardo Santaelices
- Vanessa Simon.... Carolina Villamizar
- Alberto Valdiri.... Demetrio Rotundo
- Carmenza Gómez.... Manuela Rivas
- Alejandro Buenaventura....  Ramón Villamizar
- Pilar Uribe.... Eneida Restrepo
- Victoria Góngora.... Aurora Restrepo
- Margalida Castro.... Sor Anunciación
- Claudia Hoyos.... Mayra Pascual
- Jorge López.... Genaro Olavarría
- Fernando Solórzano.... Dario Vásquez
- Adriana Campos †.... Marina Restrepo
- Camilo Sáenz.... Javier Olavarría
- Andrés Bucheli.... Dámaso
- Rossana Montoya.... Mariu
- Adriana Arango.... Ana Luisa Mosquera
- Alberto Arango.... Gilberto
- Ani Aristizábal.... Rosa María
- Édgar Beltrán....  Segundo Restrepo
- Sandra Beltrán.... Jenny
- Felipe Calero.... Eliecer Gámes
- Ana María Kamper.... Christina
- Jennifer Leibovici.... Adriana Hoyos
- Alina Lozano.... Samantha
- Andrés Martínez .... Ricky
- Angeline Moncayo.... Felicia
- Felipe Noguera.... Fabio Robles
- Álvaro Rodríguez.... Jonás
- Danilo Santos.... Patricio Galán
- María Eugenia Dávila †.... tía de Felicia
- Pedro Rendón.... Novio de Marina
- Luís Mesa.... El mismo
- Yipsy González
- Gloria Sierra
- Priscilla Álvarez
- Claudia Becerra
- Eleazar Osorio
- Margarita Rosa Arias